# Красивая (станция)
Красивая (каз. Красивая) — станция в Есильском районе Акмолинской области Казахстана. Входит в состав Красивинского сельского округа. Код КАТО — 114857200.

## География
Станция расположена в 24 км на восток от районного центра города Есиль, в 1 км на запад от центра сельского округа — села Красивое.

## Население
В 1989 году население станции составляло 377 человек (из них немцев 70%).
В 1999 году население станции составляло 587 человек (296 мужчин и 291 женщина). По данным переписи 2009 года, в населённом пункте проживали 274 человека (139 мужчин и 135 женщин). 
| Динамика численности населения | Динамика численности населения | Динамика численности населения |
| 1989                           | 1999                           | 2009                           |
| ------------------------------ | ------------------------------ | ------------------------------ |
| 377                            | ↗587                           | ↘274                           |